# کیپیله
کیپیله (انگلیسی: Quipile) یک منطقه مسکونی در کشور کلمبیا است.